# Deliathis impluviatus
Deliathis impluviatus är en skalbaggsart som först beskrevs av Lacordaire 1869.  Deliathis impluviatus ingår i släktet Deliathis och familjen långhorningar.
Artens utbredningsområde är Guatemala. Inga underarter finns listade i Catalogue of Life.